# Rednaxela Terrace

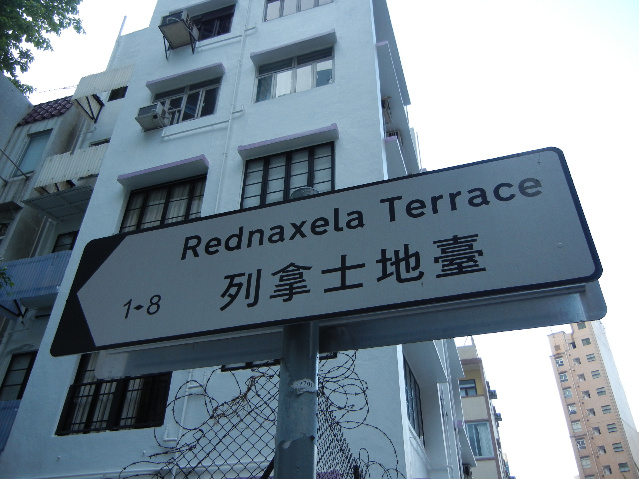
Ein Verkehrsschild zur Rednaxela Terrace

Rednaxela Terrace (chinesisch 列拿士地臺) ist eine Fußgängerzone in den Mid-levels von Hongkong. Sie ist 63 Meter lang und mündet im Westen in die Shelley Street und im Osten in die Peel Street.

## Name
Der Name der Straße ist ein Palindrom, da er sich wie Alexander rückwärts liest. Obwohl es keine offiziellen Hinweise auf die Herkunft des Namens gibt, wird angenommen, dass die Straße über das Grundstück eines Alexanders lief und Rednaxela eine fehlerhafte Transliteration des englischen Namens Alexander war, als die chinesische Sprache noch von rechts nach links geschrieben wurde. Die meisten der Namensfehler in Hongkong beruhen auf falschen oder ungenauen Übersetzungen, Transliterationen oder Transkriptionen, wobei manche diesen in Hongkong einzigartigen Fehler einer Rechts-nach-Links-Transkription unter den kolonialen Bürokraten für undenkbar halten. Eine andere Erklärung wäre, dass der Straßenname mit dem Namen Rednaxela zusammenhängt, den der Abolitionist Robert Alexander Young in seinem Werk Ethiopian Manifesto von 1829 verwendet hat. Was auch immer der Ursprung des Namens war, die chinesische Transliteration übernahm ihn, er wurde in der Gegend bekannt und die Regierung nahm keine Änderungen vor.

## Geschichte

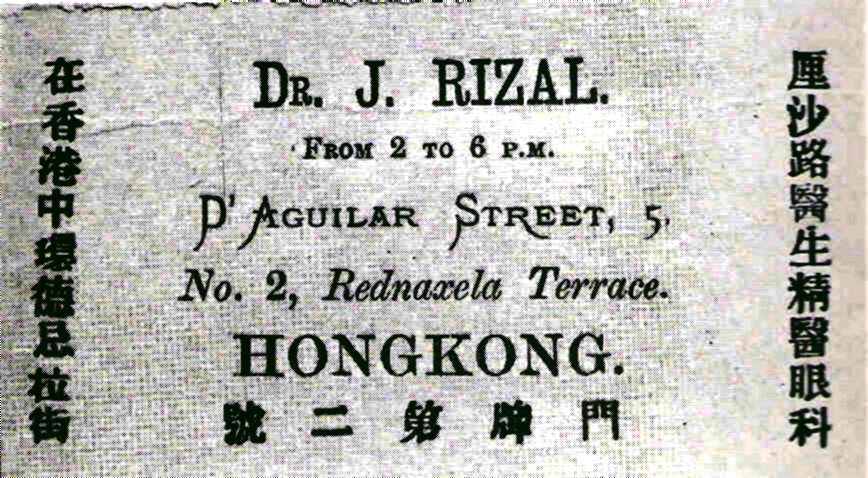
José Rizals Visitenkarte mit der Adresse No. 2 Rednaxela Terrace

Von Dezember 1891 bis Juni 1892 lebte der philippinische Revolutionär und Nationalheld José Rizal mit seiner Familie in der Rednaxela Terrace Nr. 2 und arbeitete zu dieser Zeit als Augenarzt in Hongkong. Die Hongkonger Regierung errichtete 2004 eine Gedenktafel an der Kreuzung von Rednaxela Terrace und Shelley Street, um Rizal zu ehren.